# Córdobai Szent Liliána (Liliosa)
Szent Liliána (Córdoba (Spanyolország), 833 k. – Córdoba, 852. július 27.) andalúziai katolikus szent, vértanú.

## Élete, mártíromsága
Mivel szomszédai mohamedánok voltak, eleinte titkolta vallását. Miután hallott a hitvalló keresztényekről, akik hitük vállalásáért áldozták fel magukat, elszégyellte magát. Ezután nyíltan gyakorolta vallását. Ezt látva mór szomszédai megfenyegették, hogy följelentik, de Liliána legyőzte félelmét és továbbra is felvállalta keresztény hitét. Mivel lakóhelyén Córdobában, II. Abderraham kalifátusában keresztényüldözés folyt, Liliánát nemsokára börtönbe vetették. Raboskodása alatt is ájtatosan imádkozott. Liliánát 852. július 27-én fejezték le férjével, Córdobai Szent Félixszel és más keresztényekkel (Szent Aurél és felesége Szent Natália) együtt. A 48 córdobai mártír közé számítják őket. Liliosa boldogan vállalta a vértanúhalált. A római katolikus egyházban a tisztaság és tökéletesség jelképe. Córdoba város védőszentje. A feltörekvő keresztény életekért, védelmükért és hitük megerősödéséért kérik közbenjárását. Július 27-én ünneplik.